# Stylomesus productus
Stylomesus productus är en kräftdjursart som beskrevs av Menzies 1962C. Stylomesus productus ingår i släktet Stylomesus och familjen Ischnomesidae. Inga underarter finns listade i Catalogue of Life.